# Николай Евреинов
Николай Николаевич Евреинов (13 февруари 1879, Москва – 7 септември 1953, Париж) е руски режисьор, драматург, теоретик и историк на театъра.
Организира Старинния театър в Санкт Петербург заедно с Н. В. Дризен. Поддържа субективни позиции за самозадоволяващото се значение на театъра („Театър за себе си“). От 1920 г. емигрира във Франция.

## Театрални постановки
- 1941 – „Женитьба Белугина“ на А. Н. Островски. Русский драматический театр, Париж.
- 1944 – „Самое главное“ на Н. Н. Евреинов. Русский драматический театр, Париж.